# مسجد دستگرد امامزاده
مسجد جامع دستگرد امامزاده مربوط به دوره قاجار است و در شهرستان شهرکرد، بخش فرخشهر، دهستان دستگرد امامزاده، روستای دستگرد امامزاده واقع شده و این اثر در تاریخ ۱۵ دی ۱۳۸۷ با شمارهٔ ثبت ۲۴۲۲۲ به‌عنوان یکی از آثار ملی ایران به ثبت رسیده است.